# 1848 Delvaux
1848 Delvaux è un asteroide della fascia principale. Scoperto nel 1933, presenta un'orbita caratterizzata da un semiasse maggiore pari a 2,8713353 UA e da un'eccentricità di 0,0420848, inclinata di 1,44162° rispetto all'eclittica.
L'asteroide è dedicato alla cognata dell'astronomo Georges Roland.